# Rácsos rétiaraszoló

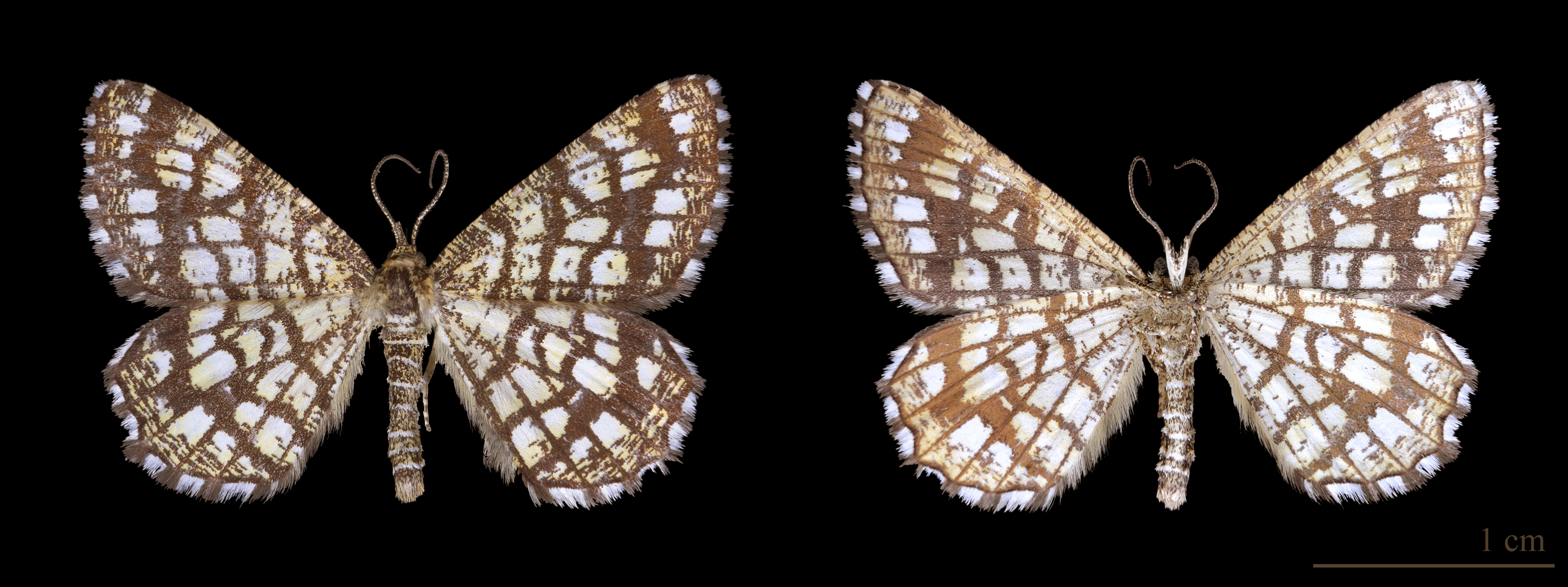
Rácsos rétiaraszoló - ♀

A rácsos rétiaraszoló (Chiasmia clathrata) az araszolók (Geometridae) családjába tartozó lepkefaj. Megtalálható Európában (a Brit-szigeteket beleértve), a Közel-Keleten és Észak-Afrikában. Rétek, legelők, nyílt erdők, fenyérek lepkéje.
A szárnyak fesztávolsága 2,6-3,2 cm, gyakran összezárva tartja őket. Elég változatos faj, az alapszín fehértől sárgásbarnáig terjed, a rajzolat is lehet sötétebb vagy világosabb, és maga a rajzolat is változik. A szárnyak színe és fonákja hasonló. Az avatatlan szem könnyen összetéveszti a kis busalepkével vagy más busalepkékkel, de a busalepke szárnya fekete, míg a rácsos rétiaraszolón közelebbről jól látható az a világos alapon sötét színű, hálózatos rajzolat, amiről köznyelvi nevét is kapta. Repülési ideje május-szeptember között van, elsősorban nappal repül, de éjjel is aktív lehet (ilyenkor vonzza a fény). Évente két nemzedéke van. A zöldes petéket hatszög alakban rakja le. A zöld színű, fehér csíkos hernyó legfeljebb kb. 2,5 cm hosszúra nő meg, lóhere- és kerepfajokkal, lucernával táplálkozik. Bábként telel át, legkorábban április közepén bújnak elő az imágók.
A busalepkéken kívül a barna rétiaraszoló (Ematurga atomaria) nőstényével is összetéveszthető.